# WCW Monday Nitro
WCW Monday Nitro (también conocido como WCW Nitro o simplemente Nitro) fue un programa de televisión semanal de lucha libre profesional que fue producido por World Championship Wrestling (WCW), creado por Ted Turner y Eric Bischoff. El programa fue transmitido los lunes por la noche en TNT, de cabeza a cabeza con el programa de World Wrestling Federation (WWF), Monday Night Raw, del 4 de septiembre de 1995 al 26 de marzo de 2001. La producción cesó después de WCW fue comprada por WWF, ahora conocida como WWE.
El estreno de Nitro comenzó las Monday Night Wars («Guerra de los lunes por la noche»), una batalla de índices de audiencia entre WWF y WCW, que duró seis años y se vieron vacacionales de la compañía a la táctica con el fin de tratar de quedar por encima de la competencia. A mediados de 1996, Nitro comenzó a dibujar una mejor calificación que Raw en base a la fuerza de la storyline del nWo, un evento de metaficción en torno a la idea de que antiguos luchadores de WWF querían formar su propia organización anarquista con el fin de hacerse cargo de WCW. Nitro siguió venciendo a Raw durante 84 semanas consecutivas, pero conforme la historia del nWo creció estancada, el interés de los aficionados en la historia se desvaneció, y Raw comenzó a superar a Nitro en los índices de audiencia. El punto de inflexión para las organizaciones se produjo el 4 de enero de 1999 durante la transmisión de Nitro, durante el cual el comentarista Tony Schiavone entregó los resultados de las luchas de Raw para la difusión de esa noche, ya que había sido grabada la noche anterior; con la idea de que dar a conocer el resultado iba a disuadir a los espectadores de ver el programa. Pero cuando informaron que Mick Foley ganó el Campeonato de WWF, un número dramático de espectadores cambiaron de canal para ver Raw. Desde esa semana hacia adelante, Raw superó constantemente a Nitro en los índices de audiencia en una cantidad significativa, y Nitro nunca fue capaz de recuperar los índices de audiencia que una vez tuvo.
Además de su difusión desde diversos lugares del país (como el Mall of America en Bloomington, Minnesota, desde donde se emitió el primer episodio de Nitro), Nitro también hizo emisiones especiales desde los estudios Disney-MGM y los episodios de la primavera anual desde Panama City Beach, Florida iniciados en marzo de 1997.
Los derechos de WCW Monday Nitro ahora pertenecen a WWE.

## Primer episodio
El primer episodio de Nitro se emitió desde el Mall of America en Bloomington, Minnesota. Las luchas que se emitieron en esa hora fueron Brian Pillman vs. Jushin Liger, Ric Flair vs. el campeón de los Estados Unidos, Sting, y el campeón mundial de WCW Hulk Hogan vs. Big Bubba Rogers. El show también se destacó por el regreso de Lex Luger a WCW después de haber pasado los años anteriores luchando en WWF, donde había sido una de las principales estrellas de la promoción. La aparición de Luger fue particularmente chocante porque tan sólo la noche anterior había tenido una lucha en WWF, y Luger firmó con la WCW en la mañana de su aparición. El evento marcó la pauta para Nitro, “cualquier cosa puede pasar” en la atmósfera, y prefiguraba la deserción similar de luchadores de WWF como Scott Hall y Kevin Nash al año siguiente.

## Las guerras de los lunes por la noche
El advenimiento de WCW Monday Nitro trajo consigo una intensa rivalidad en los lunes entre el programa WCW Monday Nitro y el programa WWF Monday Night Raw. Esta rivalidad es conocida por los fanes de lucha libre como la "Guerra de lunes por la noche”. A lo largo de las guerras del lunes por la noche entre Eric Bischoff y Vince McMahon, Nitro fue ganando terreno a su homólogo WWF en popularidad. Nitro pronto superaría a Raw en los ratings de TV. Monday Nitro venció a Raw en los ratings durante 84 semanas consecutivas hasta que finalmente Raw recuperó terreno en la guerra de ratings. En su apogeo, la rivalidad entre los artistas dio lugar a insultos verbales y a los retos. En un momento Eric Bischoff desafió a Vince McMahon para enfrentarse a él en una lucha que se celebraría en Slamboree 1998. McMahon nunca reconoció formalmente el desafío y no apareció. Bischoff fue declarado ganador por medio de countout.

### Éxito inicial
Inicialmente, Nitro se hizo popular como resultado de la larga lista de estrellas de WCW. Randy Savage y Hulk Hogan, fueron algunas de las grandes estrellas que firmaron con WCW y que aparecieron en el programa de Nitro en ese momento. La formación de luchadores peso crucero-pequeños de WCW eran conocidos por su agradable multitud de maniobras de lucha libre de alto vuelo proporcionando un sólido conjunto de configuración de luchas para sus eventos principales. Con la introducción del New World Order, Nitro comenzó su racha sin precedentes de la dominación de ratings. Formado por los ex-luchadores de WWF Scott Hall, Kevin Nash y Hogan (que se hacía llamar Hollywood Hogan) como unos rudos rebeldes, la empresa parecía tener un relato ganador y un gran futuro. Fanáticos de lucha libre veían el programa cada semana para ver lo que el nWo haría a continuación. Nitro era transmitido en directo y Raw era grabado con frecuencia, Nitro fue visto como mucho menos predecible y por lo tanto más entretenido que su homólogo de WWF. Inicialmente sólo era una hora de duración (como WWF Monday Night Raw en esos momentos). Nitro se amplió a dos horas después de los NBA Playoffs de 1996, mientras que Raw esperó hasta casi un año para ampliar una segunda hora. Nitro seguía siendo un programa de dos horas a partir de mayo de 1996 hasta enero de 1998, cuando WCW y TNT acordaron una tercera hora para la cual era el programa #1 de lucha libre en el país.

### Reino Unido
WCW Monday Nitro también consiguió buenos ratings en el Reino Unido. Una vez fue el tercer espectáculo más visto de la TV vía satélite o por cables sólo superado por Raw y los partidos de fútbol, pero a diferencia de los EE.UU., nunca se rindió Monday Night Raw, en la continuación de cabeza a cabeza de la “guerra del viernes por la noche” en el Reino Unido. Esto a pesar que el hecho de que Raw era transmitido por un canal de suscripción como Nitro, donde se emitió en TNT, en Sky básico y canal de cable. Sin embargo Raw en Sky Sports era mucho más intensa la promoción en los medios de comunicación a través de anuncios y programas de guía de TV, mientras que en TNT, Nitro recibió la misma cantidad de promoción. Era probable que muchas personas no fueran conscientes del pico de Nitro que estaba en marcha. En la pantalla de guías de televisión no existía en ese entonces como la hacen ahora en Sky. Del mismo modo las listas para el canal TNT recibieron poca cobertura mediática en comparación a Sky Sports. TNT en el Reino Unido sólo comenzaría a las 21:00 después del final de Cartoon Network en los años 90. Nitro fue su espectáculo estrella y fue el único espectáculo de televisión real en la red. La red mostró películas clásicas como de TCM en América del Norte en lugar de programas de televisión de difusión estándar. TNT en el Reino Unido se llamaba TCM. Desde 2000 hasta su final en marzo de 2001 Nitro en Gran Bretaña se trasladó a Bravo en el que se movió a las 22:00 directamente cara a cara con Raw en lugar de la hora de inicio habitual. Nitro se emitió en el Reino Unido, cuatro días después de su salida al aire en los EE.UU., de su primera presentación a finales de 1995 hasta que se trasladó a la red de Bravo en 2000. A continuación, fue de dos semanas después de salir al aire en EE.UU., hasta que regresó a cuatro días después a principios de 2001. Se mantuvo así hasta la desaparición de WCW. El último Nitro se mostró cabeza a cabeza en un crossover con Raw y se hizo la obra del mismo como en los EE.UU., los dos canales al aire y al mismo tiempo.

### El papel de Eric Bischoff
Eric Bischoff pronto se convirtió en la voz de Nitro (en tal vez, un golpe sutil de Vince McMahon, que a menudo aparecía ante las cámaras como comentarista) y comenzó a aparecer en Nitro un par de minutos antes de Raw para que él pudiera revelar los resultados del programa de WWF y así los aficionados no tuvieran razón para ver a la competencia. Nitro se amplió a un espectáculo de tres horas, a partir del 26 de enero de 1998, sin precedentes para un programa en vivo de lucha libre semanal.

### Raw gana terreno
Mientras que Raw estaba tomando un nuevo enfoque a la programación con su "WWF Attitude," Nitro empezaría a producir espectáculos mediocres con las mismas historias. Hogan y el resto del nWo se estaban perdiendo y el grupo de élite que fue una vez ahora eran luchadores de media categoría. Sólo eran elevados al evento principal Goldberg y Diamond Dallas Page. El evento principal de la pelea de Goldberg contra Hogan fue transmitido en la edición de Nitro del 6 de julio de 1998 en el Georgia Dome de Atlanta ganó WWF en la batalla de ratings de la semana. Algunos observadores (incluyendo a Vince McMahon) consideraron que WCW pudo haber hecho millones de dólares si hubiera guardado la pelea de Goldberg contra Hogan para un eventual PPV. A pesar de ganar el título Goldberg y el rápido ascenso de página en el evento, todavía tomó un asiento trasero al nWo, que en este punto se había dividido en dos facciones en guerra y que dominan la mayor parte de historias del verano de 1998.

### El incidente de DX/Norfolk, Virginia
Mientras tanto en Raw, los aficionados estaban inmersos en la pelea entre el propietario de WWF Vince McMahon y Stone Cold Steve Austin. Nuevos talentos como Triple H y su facción, D-Generation X, y más tarde Mankind y The Rock se elevaron a la condición de luchador estelar en la programación de WWF. Las cosas se calientan por lo que entre los dos programas que DX fue enviado a Atlanta para filmar un segmento cerca de la sede de Turner para una "guerra" historia que se llevó a cabo cuando ambos shows fueron en las áreas cercanas en la misma noche (Raw en Hampton, Virginia, y Nitro en cerca de Norfolk), el envío de DX a la arena de Norfolk que Nitro estaba transmitiendo desde ahí para interactuar con los fanes de WCW. Esto llevó a una demanda presentada por WCW contra WWF, que había afirmado que el fin de cubrir el alcance de Nitro, WCW había regalado entradas gratuitas el día del programa.

### Cambios
Raw estaba iniciando la derrota de Nitro en los ratings de manera consistente, los funcionarios de Bischoff y WCW intentaron utilizar una serie de "soluciones rápidas" para recuperar terreno en la guerra de ratings. Todos estos intentos les hicieron ganar ratings a corto plazo, pero WWF continuó su subida constante a la dominación de ratings. La incapacidad de Nitro para crear nuevas estrellas fue su perdición final, mientras que WWF ha invertido en jóvenes talentos como The Rock, Triple H, The Hardy Boyz, Edge, Christian y Kurt Angle. WCW siguió basándose en las estrellas establecidas como Hulk Hogan, Macho Man Randy Savage y The Outsiders para apoyar la clasificación, causando malestar tanto entre los miembros más jóvenes y menos conocidos del plantel. Esto se puso de manifiesto más claramente en 1999, cuando el exluchador de WCW de media categoría, Chris Jericho firmó con WWF y de inmediato empezó un feudo con The Rock, cuando meses antes le habían dicho que era demasiado "pequeño" para vender entradas en WCW.

### Transmisión del 4 de enero de 1999
La táctica de Bischoff de entregar los resultados “probados y verdaderos” de la programación de Raw fracasó el 4 de enero de 1999. Mick Foley, quién había luchado para WCW durante la década de 1990 como Cactus Jack, ganó el título de WWF como Mankind en Raw, haciendo que los televidentes de Nitro cambiaran inmediatamente de canal para ver este suceso. El locutor de Nitro Tony Schiavone mencionó sarcásticamente un comentario que decía “Que de seguro va a poner un poco de colillas en los asientos”. El comentario falló y Nitro perdería la batalla de índices de audiencia en esa noche. La próxima semana y durante meses después trajo muchos fanes a las audiencias de Raw que decían: “Mick Foley ha puesto el culo en este lugar”. Para empeorar las cosas, WCW produjo una historia enrevesada que se jugó en el transcurso de esa noche que finalmente dio al regreso de Hulk Hogan, ganando el campeonato mundial peso pesado de WCW y la reunión de las dos facciones del nWo como uno solo.

### Vince Russo y Ed Ferrara
Los ex-escritores de WWF, Vince Russo y Ed Ferrara, fueron contratados para aumentar la brecha de los lunes por la noche. Se trató de hacer a Nitro un programa con más historias, más segmento no-lucha libre y más sexualidad. La tercera hora fue quitada y comenzó a transmitirse a las 22:10, con la primera hora sin competencia, y la segunda en competencia con la primera hora de Raw. Aunque el cambio de Russo hizo a Nitro un programa más racionalizado (WCW fue criticado por no haber segmentos de lucha en todo el tercio de Nitro), la pérdida de toda una hora por compensar los ingresos de publicidad del cambio producido no trajo beneficio. Bischoff se sometería de nuevo a WCW y trató de formar equipo con Russo para arreglar los problemas de Nitro y WCW. Parte de esto implicó que Nitro fuera sacado del aire para reiniciar el programa, pero todo esto fue en vano. Su lista de talento estaba muy mal, y lo luchadores jóvenes eran capaces de firmar con WWF. Para colmo, Bischoff y Russo no funcionaban bien juntos, los dos estaban constantemente en las gargantas de los demás sobre el estilo de reserva de Russo. Los índices de audiencia de Nitro seguían perdiendo frente a Raw y Bischoff dejó finalmente la compañía en julio de 2000 después de un incidente relacionado con Hogan y Russo. La salida de Bischoff dejó a Russo en control de todo lo relacionado con la producción de WCW, y la mala situación se volvió peor. A principios de septiembre sacaba 0.6 puntos de índice de audiencia, y una vez más Raw comenzó a distanciarse de Nitro. Esto se evidenció en una batalla de índices de audiencia en diciembre, donde se vio a Raw sacar un índice de audiencia de 5.75 mientras que Nitro sólo obtuvo un 1.8. En ese momento sólo parecía cuestión de tiempo antes de que Time Warner renunciara a WCW, y en 2001 la empresa comenzara a buscar un comprador.

### The Night of Champions - Transmisión final
Para tratar de salvar a WCW y Nitro, Bischoff hizo un intento de compra de la empresa con un grupo de inversionistas. Sin embargo, a pesar de que la oferta de Bischoff fue aceptada, el recientemente nombrado ejecutivo de Turner Broadcasting System, Jamie Kellner anunció poco después de su llegada que Nitro y toda la programación de WCW fue cancelada inmediatamente de los canales TNT y TBS. El grupo de Bischoff retiró su oferta, ya que solamente podía mantener la programación de WCW, y ésta fue comprada por Vince McMahon, el dueño de WWF, su competidor por largo tiempo.
Hasta el momento de su cancelación, WCW se estaba preparando para hacer su viaje anual a Panama City, Florida para las vacaciones de primavera. Desde el estreno de Nitro WCW había a cualquiera de los Boardwalk Beach Resort o Club La Vela en los marzos de cada año para tratar el favor de los espectadores adolescentes y adultos jóvenes que de otro no se ajuste en el programa. Se anunció que el 26 de marzo de 2001 se transmitiría el episodio final de Nitro, y que el espectáculo se llamaría “The Night of Champions”. 
El show comenzó con McMahon apareciendo vía satélite desde el Gund Arena en Cleveland, Ohio; el sitio de transmisión de Monday Raw is War en TNN. McMahon anunció su compra de WCW a la multitud y apareció en viñetas a lo largo del programa, incluyendo uno en el que terminó con Jeff Jarrett en WCW, debido a la mala sangre que los dos habían tenido en el pasado.
El espectáculo en que todos los campeonatos grandes de WCW se defendieron en la noche, y en casi todas las luchas de la noche, los faces ganaron (tradicionalmente WCW como la promoción en donde los heels eran las estrellas principales, en comparación con WWF, que los faces eran las estrellas principales). Además varios luchadores de WCW, fueron entrevistados, sin dar reacciones sobre la venta de WCW. El evento coestelar de la noche fue el campeón mundial de WCW Scott Steiner contra el campeón de los Estados Unidos Booker T en una lucha con los dos campeonatos en juego. Booker derrotó a Steiner por su cuarto campeonato mundial de WCW, reteniendo el campeonato de los Estados Unidos.
Tal como lo había sido en el primer Nitro, la última lucha fue entre los rivales por largo tiempo, Ric Flair y Sting, una lucha que fue más informal que sus luchas habituales (Sting y Flair se ven sonriendo y sintiendo respeto hacia el uno al otro durante toda la lucha). Sting ganó con su movimiento final, el Scorpion Deathlock. Tras la lucha, los dos competidores de pie en el medio del ring se abrazaron y se mostraron respeto por el otro.
El espectáculo terminó con una transmisión simultánea de Raw en TNN con la aparición del hijo de Vince, Shane McMahon en Nitro. Shane interrumpía su padre, regodeándose con la compra de la WCW para explicar que Shane era el que en realidad propietario de WCW (esto era sólo parte del storyline, WWF en su conjunto era el verdadero dueño de WCW), como parte de la puesta en marcha de su lucha en WrestleMania X-Seven y de lo que luego se convertiría en la storyline de WWF Invasion. 
Además de la biblioteca de cintas y otras propiedades intelectuales, WWF también podría comprar algunos contratos seleccionados del talento de WCW, manteniendo muchas de las estrellas más jóvenes. Cuatro de los campeonatos de la WCW encontraron su camino en WWF, además de Booker T llevaba a la vez el Campeonato de WCW (como lo fue cambiando el nombre) y el Campeonato de Estados Unidos con él en WWF, McMahon también firmó con el entonces campeón crucero de WCW, Gregory Helms; y luego con los contratos de los campeones en pareja, Chuck Palumbo y Sean O'Haire. WWF desechó el campeonato hardcore de WCW, ya que se retiró oficialmente inmediatamente después del último Nitro a pesar de no tener una celebración porque Meng salió de WWF a principios de 2001, y el campeonato peso crucero en parejas de WCW por razones no reveladas, aunque ninguna razón oficial fue dada, Billy Kidman y Rey Mysterio, Jr., fueron los últimos campeones y McMahon sólo fue capaz de firmar un contrato con Kidman en el momento.